# Zichy
Zichy, av Zich och Vásonykeö, är en av Ungerns äldsta och mest berömda högadliga ätter, omtalad redan på 1200-talet. Ätten hette först efter sin äldste kände stamfader Zayk, därefter sedan 1400-talet Zichy efter familjegodset Zich samt erhöll 1679 med kejserlige generalen István Zichy (död 1693) grevlig värdighet.

## Bemärkta medlemmar av ätten
- Ágost Zichy (1852–1925)
- Aladár Zichy (1864–1937)
- Ferdinánd Zichy (1783–1862)
- Ferdinánd Zichy (1829–1911)
- Ferenc Zichy (1811–1900)
- Géza Zichy (1849–1924)
- János Zichy (1868–1944)
- József Zichy (1841–1924)
- Jenő Zichy (1837–1906)
- Károly Zichy (1753–1826)
- Mihály Zichy (1827–1906)
- Ödön Zichy (1809–1848)
- Ödön Zichy (1811–1894)